# Villeneuve-les-Corbières
Villeneuve-les-Corbières , es una localidad y comuna francesa, situada en el departamento del Aude en la región de Languedoc-Rosellón y en el corazón de la región natural de las Corbières.
A sus habitantes se les conoce por el gentilicio Villeneuvois.